# آنیونز
آنیونز (به انگلیسی: Anllóns) رودخانه‌ای است که در اسپانیا جریان دارد.